# اشيتي تريبي اولينو
اشيتي تريبي اولينو هو مهندس روبوتات في ناسا من غانا وكبير المهندسين وقائد مجموعة التقنية لمجموعة التنقل والتلاعب في مختبر الدفع النفاث، عمل في العديد من بعثات ناسا للمريخ ولا سيما عربة تجول المريخ ومشاريع المسبار الفضائي إينسايت، كذلك يعمل من ضمن فرق التنظيم والترخيص في الهندسة ومؤسسة الهندسة والتكنولوجيا والجمعية الملكية للملاحة الجوية ومعهد مهندسين الكهرباء والإلكترونيات وأكاديمية غانا للفنون والعلوم كما انه محترف في إدارة المشاريع.

## نشأته وتعليمه
وُلد اشيتي تريبي اولينو في أكرا بغانا لوالدين من المجموعة العرقية غا، كان اولينو تريبي والد اشيتي اولينو خبير اقتصادي في وزارة المالية في أكرا. عندما كان اشيتي طفلاً كان يعيش بالقرب من مطار وكان دائماً يرى الطائرات وهي تطير في السماء، فتنه هذا الأمر وعزز اهتمامه باستكشاف الفضاء والطائرات والروبوتات الهوائية خصوصاً الطائرات الآلية. قرأ كثيراً عن نظام "قمرة القيادة الزجاجية" لكل من الطائرات العسكرية والمدنية، التحق بمدرسة جاريسون الابتدائية في مخيم بورما وأكمل تعليمه الثانوي في مدرسة غانا التقنية الثانوية، ثم سافر إلى المملكة المتحدة حيث نال شهادة البكالوريوس في هندسة الكترونيات الطيران من كلية الملكة ماري في لندن في 1991 بأطروحة عن "مراجعة لتقنيات التوجيه رباعية الابعاد ومحاكاة لتوجيهات رباعية الابعاد للطائرات"، بين سنة 1993 و 1996 حصل على شهادة الدكتوراة في هندسة نظام التحكم في كلية الهندسة والعلوم التطبيقية والكلية العسكرية الملكية للعلوم وجامعة كرانفايلد في المملكة المتحدة حيث كتب أطروحته "تصاميم تحكم غير خطية قوية باستخدام أنظمة تكيفية"، كما حصل ايضاً على شهادة في إدارة المشاريع من معهد كاليفورنيا للتقنية في 2007.

## عمله
انضم لمختبر الدفع النفاث التابع لناسا في 1999 وتدرج في الرتب ليصبح قائد الفريق الذي صمم روبوت عربة التجول المريخي التي هبطت على الكوكب الأحمر، خلال تلك السنوات تضمن مسؤولياته مشاريع طيران ولوحات مراجعة مشاريع الطيران وصياغة مهمات ومهمات تكنولوجية والكتابة الفنية ومقترحات، عمل أيضاً كمراجع لمقترحات تكنولوجيا مديرية بعثة العلوم التابعة لناسا ومقترحات مكتب التعليم التابع لناسا، كان له مشاركات أخرى مع ناسا وهي عربة التجول المريخ الاستكشافي في 2003 وفينيكس التي هبطت على كوكب المريخ في 2007 ومختبر علوم المريخ المقرر اطلاقه في 2011 الذي سيكون الجيل الثالث من عربة متجولة لناسا تستكشف المريخ.
من بين مهماته في بعثة مارس إينسايت الذي كان يشغل فيها منصب مدير تسليم المنتج ورئيس نظام نشر الأجهزة وقائد مجموعة تِقنية في مجموعة التلاعب بالروبوتات واخذ العينات في مختبر الدفع النفاث التابع لناسا في معهد كاليفورنيا للتقنية حيث يتواجد فيه منذ 1999. تتضمن اهتماماته بالبحث التقني عربات تجول الكواكب وعملياتها ونظام الأنظمة والتلاعب والروبوتات المتنقلة المتعددة (البؤرة الاستيطانية الكوكبية) والميكاترونكس والروبوتات القابلة لإعادة التشكيل والاستقلال الذاتي القابل للتعديل والتفاعل بين الانسان والآلة. ترتبط ارتباط شديد بهؤلاء مجالات عديدة في أنظمة الروبوتات والهندسة: أنظمة الروبوتات الفضائية وتكامل واختبار أنظمة الطيران وعمليات المتجولات الكوكبية ونظام تصميم الأنظمة الروبوتات الخلوية الموزعة ومعماريات النظام والنمذجة الديناميكية وتصميم نظام التحكم لأنظمة الفضاء الجوي والميكاترونيك والإدارة الفنية للعقود، نشر أشيتي أكثر من 95 منشوراً.
كان باحثاً في معهد الأنظمة الهندسية المعقدة في جامعة كارنيغي ميلون في بيتسبرغ حيث كان له دور هام في تصميم وتنفيذ نظام مركبات جميع التضاريس للمراقبة التكتيكية الموزعة لوكالة مشاريع البحوث الدفاعية المتقدمة (داربا).
في مقابلة مع بي بي سي ذكر اشيتي تريبي اولينو انه بدأ مشروعاً في بلده الام غانا لجعل الهندسة التقنية العلمية والرياضيات محبوبة وممتعة أكثر، قد عمل على المركبة الفضائية فينكس التي وجدت ماءً في المريخ، بعدها هبطت بعثة إينسايت بنجاح على الكوكب الأحمر يوم الاثنين 26 نوفمبر 2018. وفقاً لصحيفة نيو يورك تايمز فكان متوقع أن تدرس المركبة الفضائية عالم المريخ السفلي، بحيث تكون مستمعة للزلازل في المريخ وباحثة على ادلة عن تكوين العالم الترابي.
أسس اشيتي مؤسسة اكادمية غانا للروبوتات في 2011 وهي منظمة تطوعية غير ربحية مخصصة لتحفيز والهام الشباب الغانيين في العلوم والتكنولوجيا والهندسة، فازت مؤسسته بجائزة جوجل RISE لعام 2013. قال معلقاً على وظيفته أن "الأمر الرئع في وظيفتي انه ليس روتيناً مقيداً، يوجد تحديات جديدة كل يوم، صدقوني إنه ممتع للغاية وناسا منظمة رائعة تهتم بموظفيها وتطورهم الشخصي، هل احتاج إلى قول المزيد؟".

## الجوائز والتكريمات
تريبي اولينو هو زميل في معهد الهندسة والتكنولوجيا في الولايات المتحدة وزميل في الجمعية الملكية للملاحة الجوية في الولايات المتحدة وعضو أقدم في معهد مهندسي الكهرباء والالكترونيات وزميل في أكاديمية غانا للفنون والعلوم. قد تلقى العديد من الجوائز وتتضمن جوائزه الفردية:  
- جائزة الميدالية الفضية لجمعية الطيران الملكية (2020) "لمساهمته في التطوير الناجح وتسليم نظام نشر الأجهزة لبعثة إينسايت للمريخ، قامت بتمكين اول نشر روبوتي من قبل ناسا لقياس الزلزال في كوكب اخر"[12]
- ميدالية ناسا للإنجاز الهندسي الاستثنائي (2008) "للمساهمات التقنية الاستثنائية لعربات تجول المريخ المستكشفة، تقديم دعم هندسي شامل قبل وبعد الاطلاق ومتضمناً قرارات في شذوذ المتجولات"
- ميدالية السيد مونتي فينيستون للإنجاز (2007) "للمساهمة التقنية المميزة لأي مجال في الهندسة من معهد الهندسة والتكنولوجيا، أكبر جمعية محترفة للمهندسين في اوروبا" كذلك "لمساهمة تقنية مميزة لمهمة متجولات استكشاف المريخ لناسا"
- جائزة المهندس المميز (2007) من معهد مهندسي الكهرباء والالكترونيات منطقة 6 (12 ولاية في غرب الولايات المتحدة) "للقيادة التقنية الاستثنائية والإبداع في تشخيص شذوذ ذراع الروبوت "فرصة" حيث وصل إلى حل ناجح للشذوذ ومؤدياً لاستمرار الاستكشاف الناجح لسطح المريخ في المهمة الممتدة" "للخدمة الاستثنائية لمعهد مهندسي الكهرباء والالكترونيات كضيف محرر في تنظيم ونشر عدد خاص من مجلة معهد مهندسي الكهرباء والالكترونيات الروبوتات والاتمتة "عربات استكشاف المريخ المتجولة" في يونيو 2006"
- جائزة مختبر الدفع النفاث مارينر (2006) من مير "للقيادة المميزة في التحليل وحل شذوذ وثيقة تعريفات الواجهة على العربة المتجولة "فرصة"
- جائزة ناسا لإنجاز مجموعة، فريق أجهزة طيران العربات المتجولة لاستكشاف المريخ في 25 مايو 2004
- جائزة ناسا لإنجاز مجموعة، مجموعة إدارة وهندسة نظام طيران العربات المتجولة لاستكشاف المريخ في 25 مايو 2004
- جائزة انجاز مجموعة، مجموعة عمليات مشروع العربات المتجولة لاستكشاف المريخ في 25 مايو 2004

## الحياة الشخصية
كان ني اما اولينو (1906-1986) عم اشيتي تريبي اولينو محامي بالقضاء العالي وقاضي، أُنتخب متحدث برلمان غانا خلال فترة الجمهورية الثانية وبالإضافة إلى العمل كرئيس للجنة الرئاسية ونائب رئيس غانا من 7 أغسطس 1970 إلى 31 أغسطس 1970. تشمل اهتمامات اشيتي الخاصة رياضات مختلفة: التنس الأرضي وتنس الطاولة وكرة القدم والشطرنج وكرة القدم الأمريكية وسباقات المضمار والميدان وتيست كريكت، لديه من الإخوة فلورا وأميرلي وروزليند أموركور وأشيتي وإيميلي أماكاي.